# China (Kagoshima)
China (jap. 知名町, -chō, [tɕina]) ist eine Stadt im Landkreis Ōshima in der Präfektur Kagoshima in Japan.

## Geographie

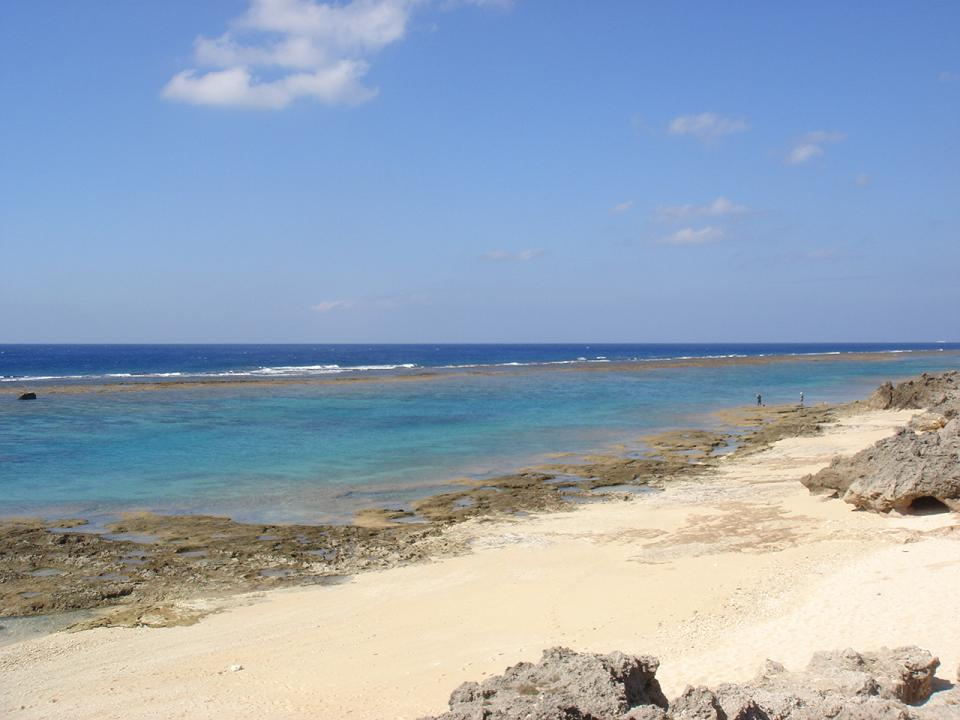
Yakomo-Strand (屋子母海岸, Yakomo-kaigan)

China befindet sich auf der nordnordöstlich von Okinawa liegenden Insel Okinoerabujima. Diese ist die zweitsüdlichste der zu den Ryūkyū-Inseln gehörenden Amami-Inseln. China ist eine von zwei Städten auf dieser Insel (die andere ist Wadomari). Der etwa einen Kilometer lange Yakomo-Strand liegt mit dem Autobus etwa fünf Minuten vom Hafen entfernt. Zu anderen Natursehenswürdigkeiten am Meer gehören der Ushishi-Strand (ウシシ海岸, Ushishi-kaigan) und das Kap Tamina (田皆岬, Tamina-misaki).
Zu China gehören auch die 3500 Meter langen Shōryū-Höhlen (昇竜洞, Shōryū-dō). Sie wurden 1963 entdeckt und noch im gleichen Jahr teilweise für die Öffentlichkeit zugänglich gemacht. Ebenfalls innerhalb des Stadtgebietes befindet sich der Berg Daisen (大山).

## Geschichte
1888 wird auf der Insel die Gemeindeverwaltung China (知名村役場, China-mura yakuba) errichtet, die noch für die gesamte Insel zuständig war. 1908 erfolgt aufgrund der Inselgemeindenverordnung (島嶼町村制, tōshō-chōson-sei) die Einrichtung der Dorfgemeinden China (知名村, -mura) und Wadomari. 1946 während der alliierten Besatzungszeit erfolgte die Aufstufung zur Stadt (chō).

## Verkehr
China befindet sich an der Präfekturstraße 84. Der einzige Flughafen ist der Flughafen Okinoerabu, er befindet sich ganz im Nordosten der Insel. Es besteht eine Fährverbindung in die Hauptstadt der Präfektur Kagoshima, Kagoshima. Die Fahrt dorthin dauert zwischen 17 und 18 Stunden.

## Wirtschaft
Die Landwirtschaft stützt sich vor allem auf den Anbau von Zuckerrohr, Kartoffeln und Erdnüssen, auch der Zierpflanzenbau wird betrieben. Insgesamt 1989 Hektar der Gemeindefläche werden landwirtschaftlich genutzt. Da es auf der Insel jedoch nicht ausreichend Arbeitsmöglichkeiten gibt, wandern die Bewohner ab.

## Kultur
In China existiert eine besondere Form des Löwentanzes, von der man glaubt, dass sie im 18. Jahrhundert aus  Okinawa übernommen wurde. Ein anderer traditioneller örtlicher Tanz ist der Daija-Odori (大蛇踊り, dt. „Tanz der großen Schlange“), der mit einer Schlangenpuppe ausgeführt wird, die in einem Rahmen hängt und mit Fäden gesteuert wurde. Der Tanz wird begleitet von Taiko und Shamisen.
Zu den örtlichen Speisen gehören traditionell tofu-misozuke, zubereitet durch das Trocknen von Tofu in der Sonne, wozu dann Miso gegeben wird. 1982 entschied sich China für die Ficus microcarpa als Symbolbaum und den Chinesischen Roseneibisch als Symbolblume der Stadt.

## Bildung
Das Schulwesen in China wird von den fünf Mitgliedern im Bildungsausschuss der Stadt beaufsichtigt. Diese werden auf vier Jahre gewählt. In China gibt es fünf Kindergärten, fünf Grundschulen, zwei Mittelschulen und eine Oberschule. Diese, die Okinoerabu-Oberschule, entstand 1949 durch Vereinigung der beiden Oberschulen in China und Wadomari; sie hat Schulgebäude in beiden Städten.
Außerdem gibt es eine städtische Bibliothek.

## Öffentliche Einrichtungen
Es gibt zwei medizinische Ambulanzen, vier Zahnärzte und ein Krankenhaus sowie zwei Pflegeheime. Die japanischen Selbstverteidigungsstreitkräfte unterhalten eine Basis, die etwa zehn Fahrminuten mit dem Omnibus vom Zentrum Chinas entfernt liegt.